# Musang King
Musang King hay Miêu Sơn Vương (tiếng Trung: 猫山王; bính âm: Māo Shān Wáng), hoặc D197, là một giống sầu riêng. Được đánh giá cao vì sự hòa quyện giữa vị đắng và vị ngọt, Musang King là loại sầu riêng phổ biến nhất ở cả Malaysia và Singapore và có giá cao hơn các giống sầu riêng khác. Nó cũng ngày càng phổ biến ở Trung Quốc, nơi nó được mệnh danh là "Hermes của sầu riêng".

## Lịch sử
Musang King ban đầu được biết đến với cái tên Raja Kunyit, có nghĩa là "Vua nghệ", liên tưởng đến màu vàng đậm trong phần thịt của quả giống như màu vàng của nghệ. Vào những năm 1980, một người đàn ông tên Tan Lai Fook đến từ Raub, Pahang tình cờ tìm thấy cây sầu riêng Raja Kunyit ở Gua Musang, Kelantan. Anh mang một cành cây về Raub để chiết ghép, và giống cây trồng mới này đã thu hút những người trồng khác. Giống cây này được đặt tên theo Gua Musang, nơi xuất xứ của nó. Tên tiếng Trung, nghĩa đen là "Vua Núi mèo", có thể là phiên âm của musang hoặc cũng có thể từ tiếng Mã Lai của một loài cầy vòi hương giống như mèo.
Năm 2011, Tổng cục Quản lý chất lượng, thanh tra và kiểm dịch Trung Quốc cho phép nhập sầu riêng Musang King từ Malaysia dưới dạng đông lạnh. Đây là thị trường nhập khẩu sầu riêng lớn nhất thế giới.
Năm 2017, Musang King trở thành giống sầu riêng đầu tiên được giải trình tự toàn bộ bộ gen. Việc xác định trình tự cho thấy sự điều hòa của các mạch dẫn liên quan đến lưu huỳnh, quá trình oxy hóa lipid và ethylen khi so sánh với các loại trái cây khác và các giống sầu riêng khác như sầu riêng Mon Thong, tương quan với độ hăng, vị và mùi của giống cây trồng này.
Chính phủ Malaysia đẩy mạnh việc trồng giống sầu riêng Musang King, đồng thời quảng bá là ngon hơn cả sầu riêng Mon Thong của Thái Lan. Chính phủ Malaysia đã khuyến khích nông dân trồng sầu riêng trên quy mô lớn. Đến đầu năm 2020, một cuộc khảo sát đã cho thấy có 1.576.000 cây sầu riêng ở bán đảo Malaysia, trong đó số cây sầu riêng Musang King là 569.000 cây. Bộ Nông nghiệp Malaysia xác định Musang King là giống chủ đạo.

## Đặc điểm

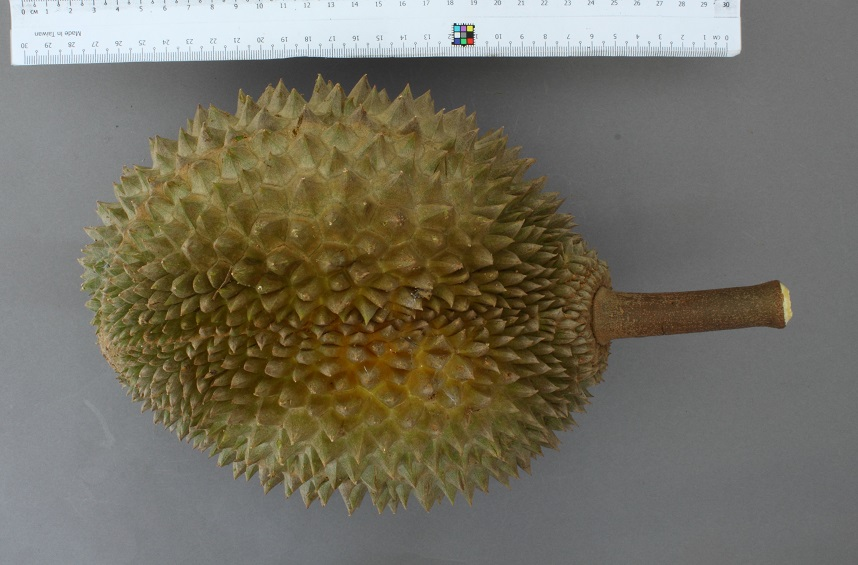
Một trái sầu riêng Musang King.

Musang King được biết đến là loại sầu riêng có thịt bơ, dày, màu vàng tươi và hương vị đậm đà, có một chút vị đắng. Bên trong lớp thịt quả dày là các hạt trái rất dẹt. Vỏ trấu có màu xanh sẫm. Gai ngoài vỏ có hình chóp và không quá dày đặc. Kích thước gai hơi lớn. Trọng lượng quả nặng từ 2 đến 4 kg, hình bầu dục.

### Dinh dưỡng
Trong 243 gram cung cấp: Năng lượng: 357 Kcal; chất xơ: 9 gram; carbon: 66 gram; chất béo: 13 gram; protein: 4 gram; vitamin B6: 38% DV (giá trị dinh dưỡng hàng ngày); vitamin C: 80% DV; thiamine: 61% DV; kali: 30% DV; mangan: 39% DV; riboflavin: 29% DV; folate: 22% DV; niacin: 13% DV; đồng: 25% DV, magiê: 18% DV.

### Bảo quản
Không giống như sầu riêng được bán bởi Thái Lan, hầu hết là sầu riêng chưa chín cắt sống, sầu riêng của Malaysia là trái chín cây và rụng, đây là điểm yếu trong bảo quản. Trong hoạt động thương mại, việc bảo quản Musang King được yêu cầu là phải đông lạnh với nhiệt độ từ 4 đến 8 độ C. Ngay từ 2017 người tiêu dùng Trung Quốc đã ý kiến chính phủ họ không hạn chế nhập khẩu sầu riêng từ Malaysia, giúp họ dễ dàng tiếp cận các mặt hàng quả tươi thay vì đông lạnh.

## Thương mại

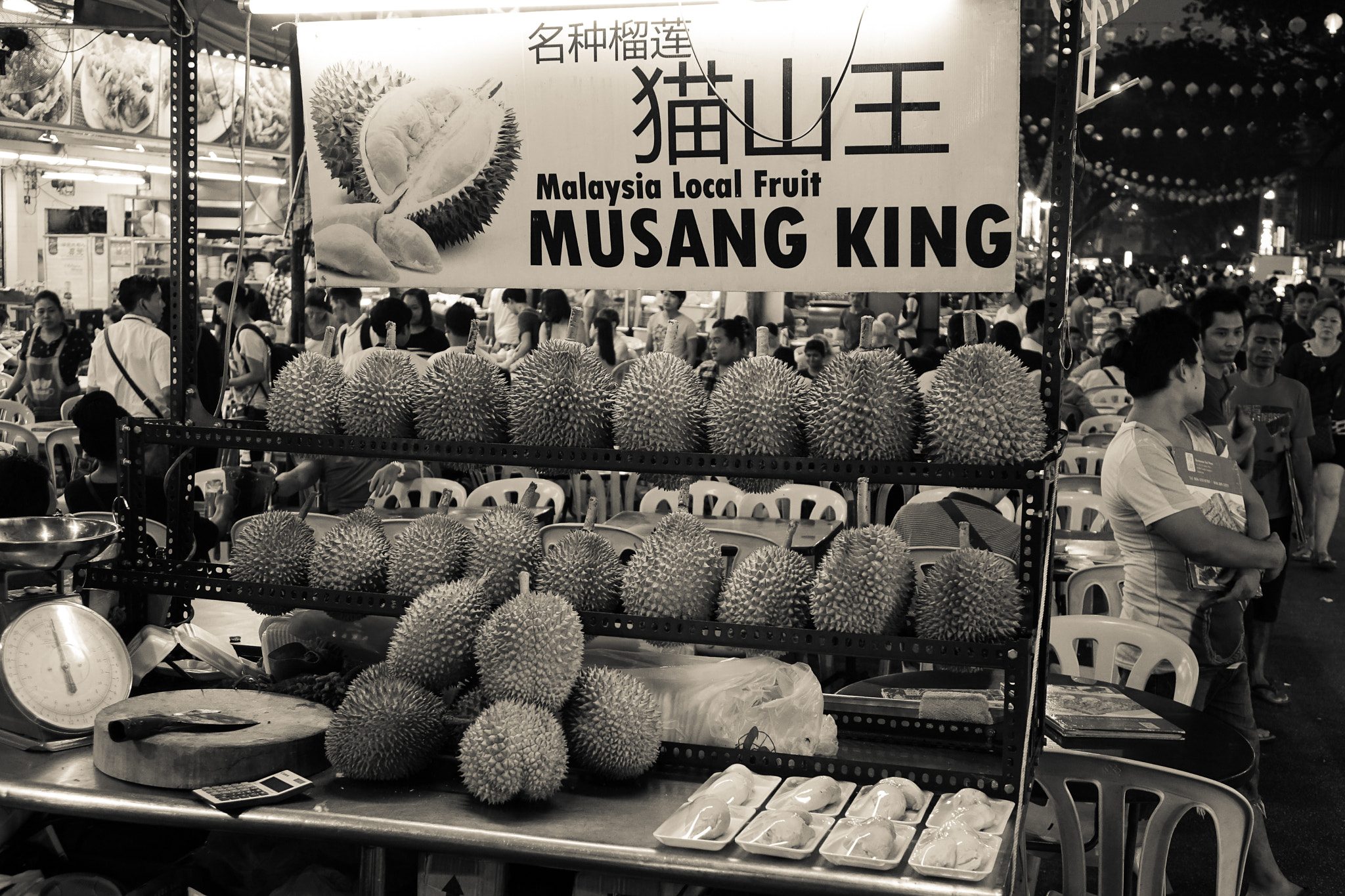
Sầu riêng Musang King bán ở Singapore.

Giá bán sầu riêng Musang King ở thị trường Malaysia là vào khoảng 15 USD/kg, đây là loại sầu riêng có giá bán cao và đã được xuất khẩu đến thị trường nhiều nước. Tại Singapore, giá nhập khẩu từ Raub, Pahang, Malaysia khoảng 16 SGD, cao điểm giá bán gấp đôi, lên đến 30 SGD. Tại Việt Nam giá nhập khẩu có thể lên tới 1,6 triệu đồng, khoảng 70 USD/kg. Sầu riêng này được đánh giá là mang lại doanh thu lớn hơn trồng cọ trên cùng một diện tích.
Nhìn chung, sầu riêng các loại hiện đang rất được ưa chuộng tại Trung Quốc và nhu cầu nhập khẩu ngày càng lớn. Cơn sốt sầu riêng Musang King cũng được mô tả là càn quét từ Hồng Kông đến Hoa lục, bắt đầu lên đỉnh cao vào năm 2019 trước khi gặp khó khăn do Đại dịch COVID-19. Sầu riêng Musang King từ Malaysia được nhập khẩu vào Trung Quốc với số lượng lớn.
Năm 2020, trong một phiên mua bán trực tuyến sầu riêng Musang King trong lễ hội trái cây Trung Quốc-Malaysia tổ chức tại thành phố Khâm Châu, tỉnh Quảng Tây, 300.000 quả sầu riêng Musang King đã được bán hết chỉ trong vòng 50 phút 48 giây với doanh số trị giá khoảng 61,2 triệu ringgit Malaysia, tương đương 14,7 triệu USD.
Năm 2012, sầu riêng Musang King phổ biến nhất và đắt đỏ nhất Singapore, bên cạnh giống sầu riêng D24, hai loại được bán ở Singapore này nhập từ Malaysia, chiếm hơn 90% lượng sầu riêng tiêu thụ. Singapore không sản xuất sầu riêng Musang King nhưng là quốc gia tiêu thụ mạnh loại mặt hàng này. Năm 2016, Singapore nhập khẩu 17.847 tấn sầu riêng, 93% số hàng đến từ Malaysia. Hoạt động thương mại của Malaysia đến Trung Quốc khiến các thương lái Singapore lo lắng vì sẽ khiến giá cả gia tăng làm sụt giảm tiêu thụ tại nước này.
Trong khi thương lái Singapore lo lắng về giá cả thì nông dân và các nhà sản xuất, buôn bán Thái Lan lo lắng về thị phần hàng hóa, hiện họ là quốc gia xuất khẩu sầu riêng lớn nhất đến Trung Quốc, sự nổi lên cạnh tranh của Malaysia có thể đang đe dọa thị trường xuất khẩu của họ.
Mục tiêu của Malaysia đến năm 2030, sầu riêng sẽ chiếm tới 50% giá trị xuất khẩu nông sản của nước này. Sầu riêng Musang King là niềm tự hào của Malaysia, và được xem là hy vọng của nước này trong việc cạnh tranh thị trường xuất khẩu sầu riêng toàn cầu trước Thái Lan, nước đứng đầu về lĩnh vực này hiện nay.
Tại Việt Nam, vào cuối những năm 2010, giống sầu riêng Musang King đã bắt đầu được trồng tại một số nhà vườn ở Tiền Giang và Đồng Tháp.